# Cilicaea dolorosa
Cilicaea dolorosa är en kräftdjursart som beskrevs av Hurley och Jansen 1977. Cilicaea dolorosa ingår i släktet Cilicaea och familjen klotkräftor.
Artens utbredningsområde är havet kring Nya Zeeland. Inga underarter finns listade i Catalogue of Life.